# Marchesato di Incisa
Il Marchesato di Incisa fu una signoria aleramica sorta nel Piemonte meridionale e comprendente nella sua massima ampiezza Bergamasco, Carentino, Incisa, Castelnuovo, Vaglio, Betonia e Cerreto (oggi Villa Cerreto, una frazione di Nizza Monferrato).

## Origini
La prima attestazione del castello di Incisa risale al 27 dicembre 984.
Il marchesato di Incisa trae origine da Alberto del Vasto, discendente di un'antica famiglia feudale, gli Aleramici. Alberto era figlio di Bonifacio di Incisa o il Maggiore (figlio primogenito a sua volta di Bonifacio del Vasto). Bonifacio di Incisa fu diseredato dal padre, che nel suo testamento (1125) ricorda che il figlio lo avrebbe imprigionato e consegnato a suoi "mortali nemici". Bonifacio, quindi, si trasferì in Puglia, dove aiutò Ruggero II di Sicilia a reprimere la rivolta dei feudatari pugliesi, fu nominato conte di Gravina e scomparve dopo il 1144. Ebbe due figli: Alberto, conte di Gravina nel 1157, e Manfredo, signore di Policoro. Alberto ricomparve nel 1161 a Genova, dove acquisì Cerreto e altre terre vicini a Incisa. Incisa fu scelta come sede anche per la sua posizione strategica. Incisa e altri castelli circostanti (Bergamasco, Carentino, Castelnuovo Belbo, Vaglio Serra, Betonia e Cerreto) gli spettavano forse come eredità della nonna materna, ultima erede dei marchesi aleramici di Sezzadio.
Alberto sposò l'energica Domicella d'Incisa, probabilmente figlia di Bernardo della Rocchetta, che gli avrebbe portato in dote i castelli di Rocchetta e Montaldo. Alberto e Domicella ebbero sei maschi (Alberto II, Guglielmo, Raimondo, Jacopo, Manfredo e Pagano) e tre femmine (Domicella II, Berta e Margherita). Domicella e la sua figlia omonima sono citate nel Carroccio di Raimbaut de Vaqueiras, fra le dame che si contendono il primato della bellezza.  Alberto era alleato del Barbarossa e dovette combattere con gli Astigiani che avevano occupato Montaldo a metà del secolo.
Nel 1188 Alberto morì in uno scontro e suo figlio maggiore, Alberto II, restò gravemente ferito: Domicella si trovò a reggere il marchesato.
Nel 1189 Domicella rischiò di comprometterne le sorti, catturando due ambasciatori genovesi, Ansaldo Bofferio ed Enrico Detesalve, diretti alle corti di Francia e d'Inghilterra, e chiedendone il riscatto, forse con la scusa che non avevano pagato il richiesto pedaggio. Ne approfittarono la Repubblica di Genova e il marchese di Monferrato (legato a Genova, dove teneva anche casa), ottenendo che l'imperatore Enrico VI, confiscasse i feudi e li trasferisse a Bonifacio I di Monferrato. Domicella reagì energicamente con un cambiamento di fronte. Il 3 dicembre 1190 cedette ad Asti Montaldo e Rocchetta, di cui però venne subito sub-infeudata. Due sue figlie, Domicella e Berta, si maritarono nella famiglia Sirio di Asti. Anche se il bando imperiale fu revocato solo dopo un secolo e mezzo (1344), il marchese del Monferrato dovette rinunciare alle sue pretese.

## Il marchesato fra il XIII e il XV secolo
In occasione di una divisione patrimoniale (1203) i due figli minori, Manfredo e Pagano, ottennero Rocchetta e Montaldo, dando inizio al ramo degli Incisa della Rocchetta. Incisa e i borghi circostanti, invece, furono retti dal consortile degli altri figli e nipoti di Alberto.
Schierati con i ghibellini, si trovarono in grande difficoltà nel XIV secolo in seguito alle guerre angioine in Piemonte. Nel 1305, quindi, dovettero riconoscere la supremazia dei marchesi di Monferrato, che riconfermarono l'indipendenza di Incisa solo nel 1364.
La politica degli Incisa oscillò tra l'appoggiarsi ai Monferrato o seguire i vicini Visconti. Il marchese Petrino stipulò nel 1428 l'alleanza con Milano, ottenendone alcuni privilegi e scendendo in guerra contro Amedeo VIII di Savoia.
Anche in seguito gli Incisa restarono alleati dei duchi di Milano contro la Lega Italica e i marchesi del Monferrato. Con la pace di Lodi del 1454, gli Incisa furono sciolti dal dovere di fedeltà che li legava ai Monferrato e nel 1466, invece, giurarono apertamente fedeltà allo Stato di Milano.

## Oddone d'Incisa e la cessione ai Monferrato
Se alleanze e temporanee dedizioni ai vicini signori (non solo i Monferrato e i Visconti, ma anche i Savoia e il re di Francia) erano indispensabili per conservare spazi di
autonomia, questi rapporti influivano anche sulla compattezza del gruppo familiare.
Nel corso del XV secolo all'interno della famiglia marchionale sorsero numerosi antagonismi, sorretti principalmente dall'appoggio dei marchesi di Monferrato e dei duchi di Milano.
Prevalse Oddone, signore dotato di particolare carisma, che nel 1487 assieme al fratello Secondino e al cugino Alberto ottiene dal marchese Bonifacio III del Monferrato l'investitura dell'intero marchesato, escludendo gli altri consorti e prendendosi una feroce vendetta contro i cugini Ippolito e Pietro Maria.
Successivamente Oddone diventò vassallo sia del re di Francia sia del duca di Savoia per contrapporsi ai parenti già suoi alleati e sostenuti a loro volta dal marchese del Monferrato. Appoggiandosi a Ludovico il Moro costrinse i consorti a cedere le loro quote e l'11 settembre 1497 ottenne dall'imperatore l'investitura a unico signore del marchesato, con diritto di primogenitura.
La caduta di Ludovico nelle mani dei Francesi nell'agosto 1500 indusse Oddone ad appoggiarsi al duca Carlo II di Savoia, vicario imperiale. Nel maggio 1513 si accordò segretamente con questi per l'investitura a marchese di Monferrato, ma venne scoperto dall'allora titolare in Casale, Guglielmo IX: il 24 luglio del 1514 questi assediò Incisa, che cadde senza difficoltà. Oddone e il figlio maggiore Badone furono condannati a morte e giustiziati a Nizza della Paglia (oggi Nizza Monferrato).
Guglielmo si annetteva il feudo degli Incisa e costrinse gli spodestati Marchesi a riconoscersi suoi vassalli. Ma il marchesato d'Incisa era un feudo imperiale e Guglielmo fu accusato per lesa maestà davanti alla corte imperiale.
Dopo una lunga disputa con l'imperatore, gestita abilmente dall'oratore monferrino Urbano da Serralunga, la vicenda si risolse in favore di Guglielmo e il territorio di Incisa venne annesso ai domini dei Monferrato con provvedimento cesareo del 20 gennaio 1518.
Nel gennaio 1519, essendo morto Guglielmo nell'ottobre precedente, ebbe luogo il giuramento di fedeltà dei sudditi a Bonifacio IV del Monferrato, che non mantenne a lungo i nuovi feudi. Egli scomparve nel 1530 e nel 1533 il figlio di Oddone, Giangiacomo e il nipote Boarello, ottennero a Milano che l'avito marchesato tornasse nelle loro mani. Nel 1536 Giangiacomo ottenne l'investitura imperiale, ma si spense nel 1545.
Rimase, quindi, unico erede del marchesato il cugino Boarello II, figlio di Secondino: egli, però, rinuncerà il 27 novembre 1548 ai suoi diritti in cambio dei feudi di Camerana e di Gottasecca dopo una lunga lite davanti al senato di Milano con i Gonzaga, ormai divenuti marchesi del Monferrato, poi duchi dello stesso dal 1575. Nel 1589 il titolo di marchese di Incisa venne ceduto dai Gonzaga alla famiglia Peretti di Montalto, il cui rappresentante più insigne fu papa Sisto V.